# Etowah River
Der Etowah fließt im Nordwesten des US-Bundesstaates Georgia. Zusammen mit dem größeren Oostanaula River bildet er den Coosa River.
Der Name Etowah stammt aus der Cherokee-Sprache und heißt „Ort des toten Holzes“. Der Fluss wird durch den Lake Allatoona aufgestaut, einen Stausee, der durch den Bau einer Talsperre 1949 entstand.

## Geschichte
Der Fluss wird von der Etowah River Bridge überspannt, einer Eisenbahnbrücke der Western and Atlantic Railroad, die im Zusammenhang mit dem Andrews-Überfall am 12. April 1862 bekannt wurde. Beim Diebstahl einer Dampflokomotive durch Unionstruppen sollte damals die Brücke zerstört werden, was aber nicht gelang. 
Beim Angriff im Mai 1864, während des Atlanta-Feldzuges, spielte dieselbe Brücke wieder eine Rolle: Die Konföderierten zerstörten sie beim Rückzug, doch bereits am nächsten Tag wurde sie von den Unionisten wieder aufgebaut. Insgesamt wurde die Brücke sechsmal während des Sezessionskrieges zerstört.